# Bryum rudimentale
Bryum rudimentale là một loài rêu trong họ Bryaceae. Loài này được B.H. Allen mô tả khoa học đầu tiên năm 2002.